# Aydan Hojjatova
Aydan Hojjatova (en azéri : Aydan Hikmət qızı Höccətova), née le 6 avril 1999 à Bakou, est une joueuse d'échecs azerbaïdjanaise.

## Palmarès jeune
Aydan Hojjatova commence à jouer aux échecs à l'âge de trois ans. Elle participe au championnat de Bakou, son premier championnat, à l'âge de quatre ans. À l'âge de cinq ans, elle se qualifie au championnat national d'Azerbaïdjan dans la catégorie des filles de moins de 10 ans, et établit un record de précocité dans son pays. Elle réalise une première norme internationale à l'âge de six ans. 
En octobre 2014, elle partage les 2e et 3e places au championnat d'Europe d'échecs dans la catégorie des filles de moins de 16 ans. La compétition avait lieu à Batoumi, en Géorgie.  

## Palmarès
En 2009, elle prend la deuxième place au championnat d'Europe dans la catégorie des filles de moins de 10 ans. Le tournoi se jouait à Fermo, en Italie.  

## Titres internationaux
Aydan Hojjatova valide son titre de candidate maître féminin vers l'âge de 10 ans, en 2009. Elles passe ensuite ses normes de maître international féminin, et ses efforts son couronnés en 2015. En 2018 est devenue Grand maître international féminin.